# Paromalus parallelepipedus
Paromalus parallelepipedus is een kever uit de familie spiegelkevers (Histeridae).

## Naam en indeling
De wetenschappelijke naam van de soort werd voor het eerst voorgesteld door Johann Friedrich Wilhelm Herbst in 1791. Later werd de wetenschappelijke naam Hister pusillus gebruikt. De kever staat in de literatuur vaak vermeld als Micromalus parallelopipedus en ook wordt de soortaanduiding soms verkeerd gespeld als Paromalus parallelopipedus.

## Uiterlijke kenmerken
De kever bereikt een lichaamslengte van 1,5 tot 2,2 millimeter en is een wat kleinere soort. Het lichaam is ovaal van vorm en is geheel zwart van kleur. De bovenzijde van het lichaam is glanzend, over de gehele bovenzijde zijn kleine putjes aanwezig. De poten zijn bruin van kleur, het voorste potenpaar is sterk verbreed. De antennes zijn lichter tot geelbruin en eindigen in een duidelijke knots. De soort lijkt sterk op de verwante Paromalus flavicornis, die echter wat groter wordt. De soorten zijn te onderscheiden aan de vorm van het middelste deel van de onderzijde van het borststuk (het mesosternum).

## Levenswijze
De kever is nachtactief en kan het gehele jaar door worden gevonden, de soort is ook in de winter actief. De larven ontwikkelen zich onder boombast of in de gangen van andere kevers. Paromalus parallelepipedus graaft zelf geen gangen en kan gezien worden als een nuttige soort want zowel de volwassen kevers als de larven leven van andere insecten die hout eten. Voornamelijk de gangen van verschillende schorskevers (Scolytinae) worden gebruikt, zoals die van de beruchte letterzetter (Ips typographus). De kever wordt vaak aangetroffen in geurvallen die bedoeld zijn om schorskevers af te vangen wat erop duidt dat de soort sterk gespecialiseerd is in het eten van deze kevers.

## Verspreiding en habitat
De soort komt voor in delen van Europa en Azië tot in delen van Japan. De soort komt ook voor in Nederland. Het is een van de meest algemeen voorkomende spiegelkevers. De habitat bestaat uit begroeide gebieden zoals bossen en plantages, zowel loofbomen als naaldbomen zijn een geschikte biotoop hoewel naaldbomen de voorkeur hebben. Vooral den en spar worden vaak gebruikt als waardplant. Hier kan de kever in groten getale voorkomen onder boomschors of in gangen die door andere kevers zijn gegraven.